# Aceria diversicoloris
Aceria diversicoloris är en spindeldjursart som först beskrevs av Heikki Roivainen 1947. Aceria diversicoloris är ett kvalster som ingår i släktet Aceria, och familjen Eriophyidae. Arten är reproducerande i Sverige.